# Dyszczytno
Dyszczytno [pronunciación en polaco: /dɨʂˈt͡ʂɨtnɔ/] es un pueblo ubicado en el distrito administrativo de Gmina Urszulin, dentro del Condado de Włodawa, Voivodato de Lublin, en Polonia oriental.